# Igor Nowikow (pięcioboista)
Igor Aleksandrowicz Nowikow (ur. 19 października 1929 w Drieznej, zm. 30 sierpnia 2007 w Petersburgu) – radziecki pięcioboista nowoczesny. Wielokrotny medalista olimpijski.
Był jednym z najwybitniejszych pięcioboistów nie tylko swoich czasów. Cztery razy startował na igrzyskach (1952-1964) zdobywając cztery medale: po dwa złote i srebrne. Wielokrotnie zdobywał tytuły mistrza świata, w tym cztery razy w rywalizacji indywidualnej (1957, 1958, 1959 i 1961). Był faworytem igrzysk w Rzymie, w zdobyciu medalu przeszkodziła mu słaba jazda konna.
Po zakończeniu kariery sportowej był trenerem i działaczem. W latach 1988–1992 był prezydentem Międzynarodowego Związku Pięcioboju.

## Starty olimpijskie (medale)
Melbourne 1956
- drużynowo – złoto

Rzym 1960
- drużynowo – srebro

Tokio 1964
- drużynowo – złoto
- indywidualnie – srebro